# Lore (film)
A Lore 2012-ben bemutatott ausztrál–német–angol háborús dráma, amely a náci Németország bukásának pillanataiban játszódik és egy merőben új szemszögből értelmezi a történelmi eseményeket. Az ausztrál filmrendezőnő Cate Shortland második egész estés filmje több díjat is nyert, köztük a 20. magyar Titanic filmfesztivál fődíját is.

## A film cselekménye
1945 áprilisában, a náci uralom utolsó óráiban kezdődik a film, a németországi Fekete-erdőben, ahol együtt él a 16 éves, szőke, kékszemű Lore és családja (szülei, húga és három öccse). A hazaérkező szülők idegesek, készülnek arra, hogy hamarosan összeomlás következik be, hiszen a szövetséges csapatok már elfoglalták az ország nagy részét. Lore édesapja magas rangú náci tiszt. Előbb átköltözteti családját a kastélyból egy másik helyre, majd elmenekül, tudván, hogy hamarosan üldözni fogják. Lore édesanyja, aki kiábrándult férjéből és a náci ideológiából, is úgy dönt, elmegy, nem várja meg, míg megtalálják. Ő közli Loréval azt is, hogy Hitler halott. Megbízza legidősebb lányát, hogy ha 3 napon belül nem tér haza, menjenek el testvéreivel Hamburgban élő nagymamájukhoz. A film ettől kezdve Lore és négy testvére rögös útját mutatja be a háború borzalmai sújtotta német területeken, szembesítve őket azzal a rémséggel, aminek létezéséről korábban nem is tudtak. Kálváriának beillő útjukon segítségükre siet egy zsidó fiú, Thomas, aki beleszeret Loréba. A lágerből szabadult kamasz és a náci nevelést kapott lány kapcsolata azonban nem teljesedhet be, hiszen a közelmúlt rájuk nehezedik és napjaikat éhezés, gyilkosság, rablás, megaláztatás és kiábrándultság árnyékolja be.

## A film témája
A film középpontjában a serdülő Lore áll, aki a Hamburgba tartó úton gyermekből felnőtté válik, de egyszersmind elveszíti minden illúzióját, minden reményét, és egy tudathasadásos állapottal él tovább. A film egyszerre mutatja be a gyerekek kiszolgáltatottságát a háború erőszakosságával szemben, de azt is, hogy válik az üldözőből üldözött és fordítva. Az ismert téma feldolgozása ezúttal úgy történik, hogy főleg a legyőzöttek szemszögéből láthatjuk azt.

## A filmnyelv
A film szinte mindvégig kézikamerás felvételeket használ, ezzel is dinamizálva a történetmesélést. A képek gyorsan váltakoznak, dinamikusak, gyakran kerül egymás mellé az idilli és a borzalmas, ezzel egyfajta groteszk hatást érve el. A film épít már ismert alkotásokra, így például Lars von Trier Európájára (1991), amelynek nyitójelenetéből átcsempészi azt, ahogy valaki elszámol tízig.

## A film fogadtatása
A film nemzetközi premierje a Locarnói filmfesztiválon volt, ahol elnyerte a közönség nagydíját. A stockholmi nemzetközi filmfesztiválon négy díjat nyert, és Ausztrália ezzel a filmmel nevezett be a 2013-as Oscar-díjra, ahol a legjobb külföldi filmnek járó elismerést kívánta elnyerni.

## Fordítás
- Ez a szócikk részben vagy egészben  a   Lore (film) című angol Wikipédia-szócikk fordításán alapul.  Az eredeti cikk szerkesztőit annak laptörténete sorolja fel. Ez a jelzés csupán a megfogalmazás eredetét és a szerzői jogokat jelzi, nem szolgál a cikkben szereplő információk forrásmegjelöléseként.